# Свидание со смертью (фильм)
«Свида́ние со сме́ртью» (англ. Appointment with Death) — британский фильм 1988 года, снятый по одноимённому роману Агаты Кристи. Последний из трех кинофильмов (и ещё трех телефильмов), в которых Питер Устинов исполнил роль Эркюля Пуаро. Несмотря на участие нескольких звёзд первой величины, фильм не снискал большого успеха ни у критиков, ни у зрителей.

## Сюжет

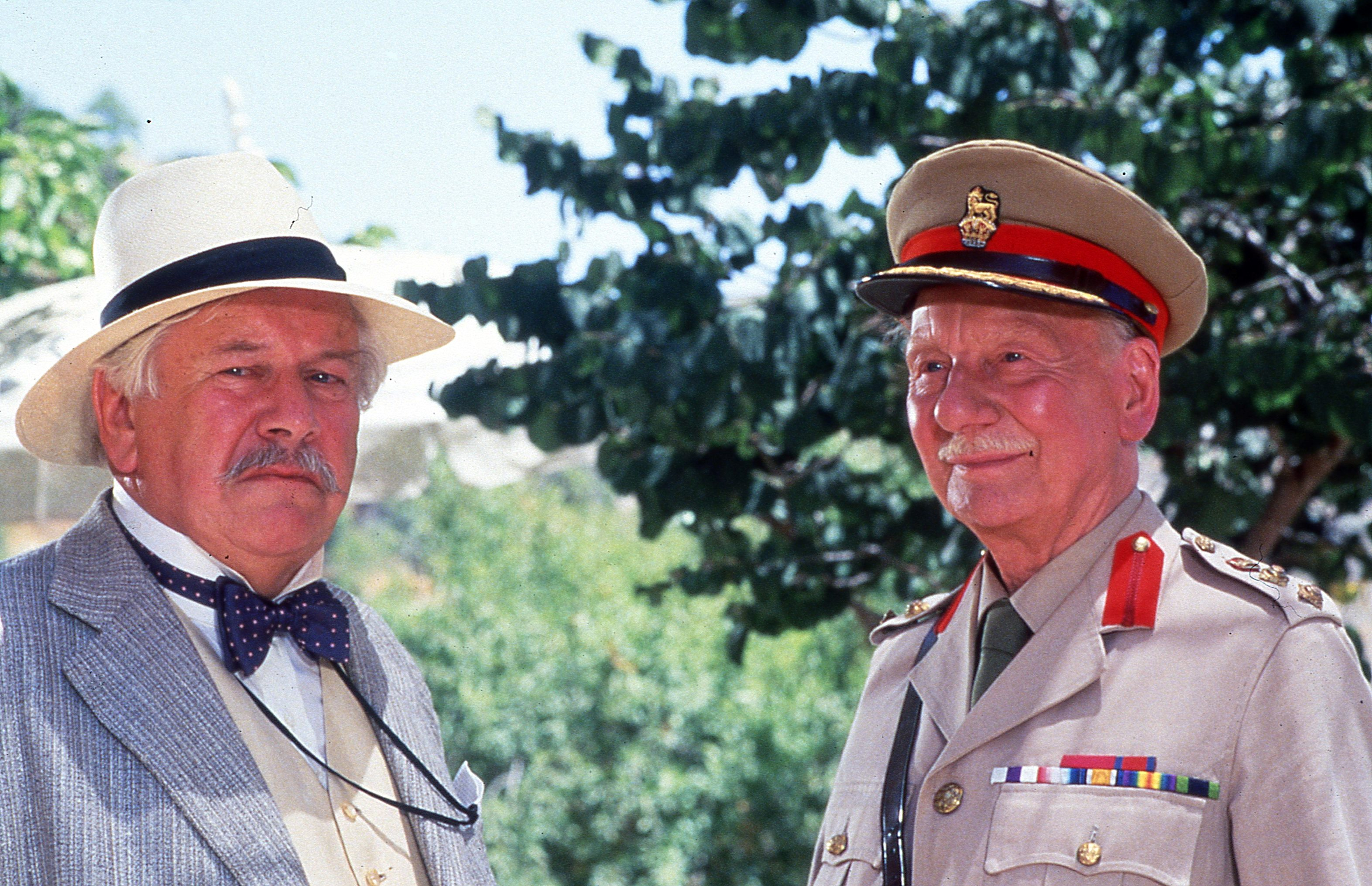
Эркюль Пуаро (Питер Устинов) и полковник Карбери (Джон Гилгуд)

Пожилая вдова-американка миссис Бойнтон долгие годы третирует своих приёмных детей Леннокса, Рэймонда и Кэрол, родную дочь Джиневру и невестку Надин. Шантажом она заставляет семейного адвоката Джефферсона Коупа не обнародовать завещание покойного мужа, принявшего меры по предотвращению материнской тирании.
Семейство Бойнтон уезжает в путешествие по Европе, а затем в Палестину. В Иерусалиме у Рэймонда Бойнтона начинается роман с молодым врачом Сарой Кинг к глубокому неодобрению миссис Бойнтон, стремящейся держать всю семью под своим строжайшим контролем. Из Иерусалима Бойнтоны перебираются в Трансиорданию, чтобы посетить археологические раскопки. В той же туристической группе оказываются Сара Кинг, адвокат Коуп, последовавший за Бойнтонами, знаменитая леди Уэстхолм со своей секретаршей мисс Квинтон и знаменитый детектив Эркюль Пуаро, ещё в Иерусалиме познакомившийся с Сарой Кинг.
На раскопках адвокату Коупу удаётся сообщить детям миссис Бойнтон об истинной воле их покойного отца. Нарастает скандал, но тут миссис Бойнтон находят мёртвой. По просьбе местного губернатора полковника Карбери Эркюль Пуаро берётся за расследование.

## В ролях
- Питер Устинов — Эркюль Пуаро
- Пайпер Лори — миссис Бойнтон
- Лорен Бэколл — леди Уэстхолм
- Джон Гилгуд — полковник Карбери
- Кэрри Фишер — Надин Бойнтон
- Хэйли Миллз — мисс Квинтон
- Дэвид Соул — Джефферсон Коуп
- Дженни Сигроув — Сара Кинг
- Николас Гвест — Леннокс Бойнтон
- Джон Терлески — Рэймонд Бойнтон
- Эмбер Безер — Джиневра Бойнтон
- Валери Ричардс — Кэрол Бойнтон

## Фильмы с Питером Устиновым в роли Эркюля Пуаро
1. «Смерть на Ниле» 1978 года
2. «Зло под солнцем» 1982 года
3. «Тринадцать за столом» (ТВ)  1985 года
4. «Загадка мертвеца» (ТВ) 1986 года
5. «Убийство в трёх актах» (ТВ) 1986 года
6. «Свидание со смертью» 1988 года